# Capstrzyk Powstańczy

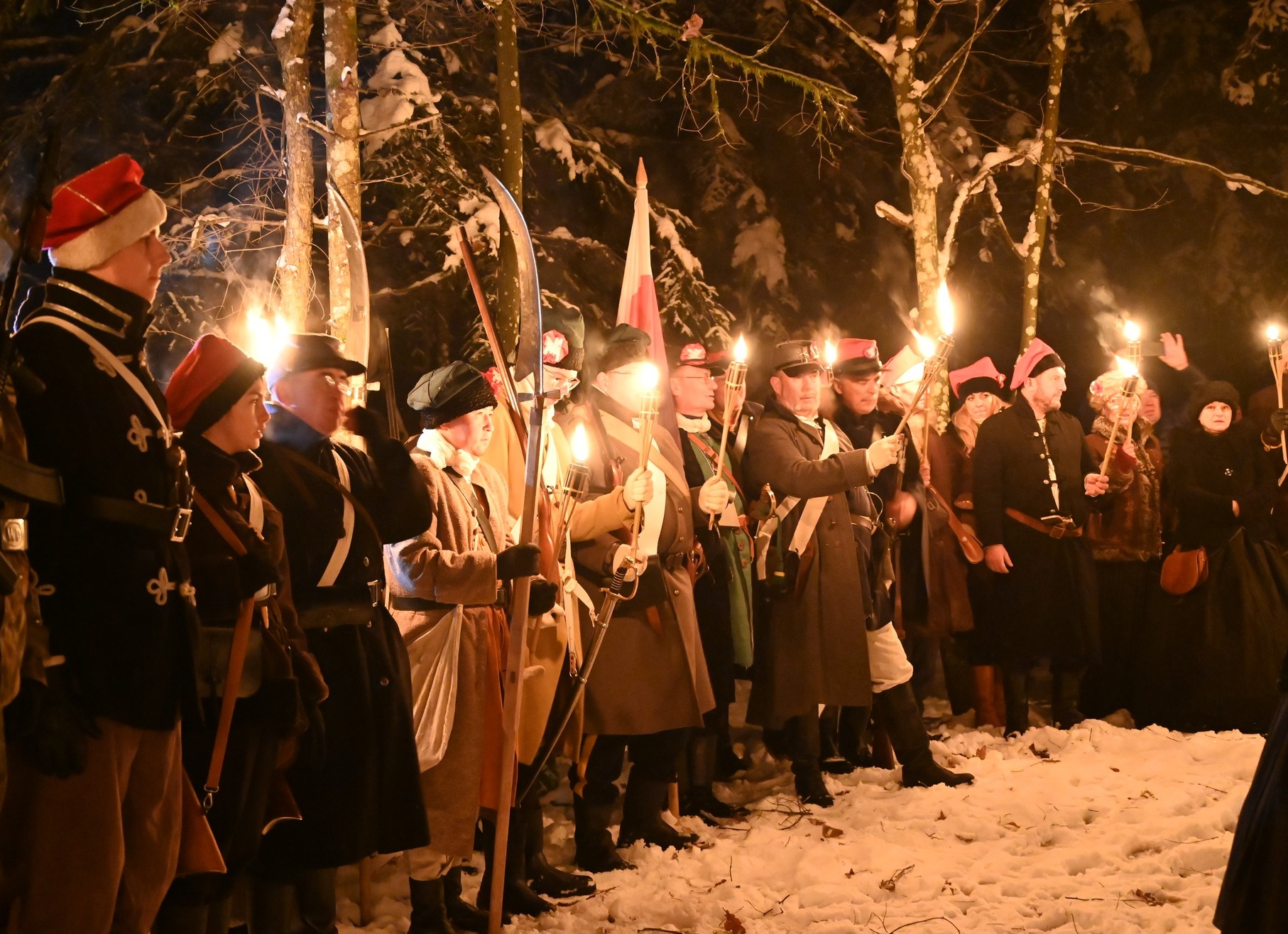
VI Capstrzyk Powstańczy - 2023 r.

Capstrzyk Powstańczy - cykliczne widowisko historyczne, organizowane w przysiółku Murawin k/Szczecna od 2018 roku przez pasjonata historii Romualda Sadowskiego. Widowisko jest organizowane w kolejne rocznice bitwy Powstania Styczniowego, stoczonej pod Hutą Szczeceńską w dniu 9.12.1863 r. Począwszy od V. edycji wydarzenia, w organizację czynnie włączyły się: Miasto i Gmina Daleszyce oraz Nadleśnictwo Daleszyce.
Kolejne edycje widowiska:
- Edycja I. - 9 grudnia 2018 r.[1]
- Edycja II. - 8 grudnia 2019 r.[2]
- Edycja III. - 6 grudnia 2020 r.[3]
- Edycja IV. - 11 grudnia 2021 r.[4]
- Edycja V. - 10 grudnia 2022 r.[5]
- Edycja VI. - 9 grudnia 2023 r.[6]
- Edycja VII. - 7 grudnia 2024 r.[7]